# Рейн, Борис
Борис Рейн (нем. Boris Rhein; род. 2 января 1972, Франкфурт-на-Майне, Гессен) — германский политик, член ХДС, премьер-министр Гессена (с 2022).

## Биография
Родился 2 января 1972 года во Франкфурте-на-Майне, в 1991 году окончил там же школу и поступил на юридический факультет Франкфуртского университета имени Иоганна Вольфганга Гёте, в 1997 году сдал первый государственный экзамен. Пройдя альтернативную гражданскую службу, стажировался в качестве клерка по правовым вопросам в земельном суде Франкфурта с 1998 по 2000 год, затем сдал второй государственный экзамен и в 2000 году был принят в коллегию адвокатов.
В 1999 году стал депутатом ландтага Гессена, с 2010 по 2014 год занимал должность земельного министра внутренних дел, с 2014 по 2019 год — министр науки, с 2019 года временно исполнял обязанности председателя ландтага. 31 мая 2022 года утверждён в должности премьер-министра Гессена ввиду досрочной отставки Фолькера Буфье.
8 октября 2023 года возглавляемые Рейном христианские демократы одержали победу на земельных выборах в Гессене.